# Gabon Airlines Cargo
Gabon Airlines Cargo is een Gabonese luchtvrachtmaatschappij met haar thuisbasis in Libreville.

## Geschiedenis
Gabon Airline Cargo is opgericht in 2006 door Gabon Airlines.

## Bestemmingen
Gabon Airlines Cargo voert vrachtvluchten uit naar: (zomer 2007)
Binnenland:
- Franceville, Libreville, Port Gentil

Buitenland:
- Brazzaville, Douala, Malabo, Parijs, Pointe Noire, Sao Tomé

## Vloot
De vloot van Gabon Airlines Cargo bestaat uit: (november 2007)
- 1 Antonov AN26F

Voor de vluchten naar Parijs wordt een Douglas DC10-30(F) ingehuurd.